# Cicagna
Cicagna là một đô thị ở tỉnh Genova thuộc vùng Liguria, nằm ở vị trí cách khoảng 25 km về phía đông của Genova. Tại thời điểm ngày 31 tháng 12 năm 2004, đô thị này có dân số 2.514 người và diện tích là 11,5 km².
Đô thị Cicagna có các frazioni (đơn vị cấp dưới, chủ yếu là thôn làng) Monleone, Pianezza, và Serra.
Cicagna giáp các đô thị sau: Coreglia Ligure, Lorsica, Mocònesi, Orero, Rapallo, Tribogna.